# فريج القناعات
فريج القناعات أو حي القناعات من الفرجان المعروفة التي تقع في وسط مدينة الكويت القديمة.
يقع الفريج يحده من الجهة الغربية فريج الشيوخ وبراحة الشيوخ والحسينية الخزعلية، ومن الجهة الشرقية فريج الزهاميل وبراحة مبارك، ومن الشمال فريج مسقف الشيخ صباح الناصر، ومن الجنوب فريج القروية وفريج المزيدي.